# تشيس كليمنت (لاعب كرة قدم أمريكية)
تشيس كليمنت (بالإنجليزية: Chase Clement)‏ هو لاعب كرة قدم أمريكية أمريكي، ولد في 1 أغسطس 1989 في ثيبودوكس في الولايات المتحدة.

## وصلات خارجية
- تشيس كليمنت على موقع كلية كرة القدم في سبورتس رفرنس.كوم (الإنجليزية)